# Hubert Rehm
Hubert Alfred Rehm (alias Siegfried Bär; * 26. Januar 1951) ist ein deutscher Publizist, Autor und Verleger. Er ist Mitherausgeber des Laborjournals.

## Leben und Wirken
Hubert Rehm absolvierte nach seiner Schulausbildung eine kaufmännische Lehre in einem Autohaus in Lahr und arbeitete danach in einem Verpackungsmaterial-Unternehmen. Gleichzeitig legte er an einem Abendgymnasium das Abitur ab und studierte anschließend Biochemie und Mathematik an der Universität Tübingen. Danach arbeitete er als Doktorand am Max-Planck-Institut für Psychiatrie in München und wurde 1983 mit der Arbeit Wirkung und Spezifität von alpha- und beta-Bungarotoxin im Zentralnervensystem des Huhns an der Universität Tübingen promoviert. Als Post-Doktorand leitete er ein Teilprojekt in einem von der DFG geförderten Sonderforschungsbereich am Zentrum für Molekulare Biologie der Universität Heidelberg und arbeitete anschließend als Forschungsstipendiat der DFG am CNRS in Nizza und am VA Medical Center in Seattle. Von 1989 bis 1992 forschte er als Oberassistent am Pharmakologischen Institut der ETH Zürich zu den Themen neuronale Kaliumkanäle und präsynaptische Proteine. 1992 ging er an die Universität Mainz.
Wegen Uneinigkeiten in einer Forschungsfrage beendete er seine akademische Laufbahn und begann unter dem Pseudonym Siegfried Bär mit dem Schreiben von Büchern. Sein erstes Buch Forschen auf Deutsch (1992), in dem er die „Ausbildung“ zum Universitätsprofessor karikierte, erschien in mehreren Auflagen. Es folgten der erste Titel der populären Fachbuchreihe Der Experimentator: Proteinbiochemie (1994) und Biochemie light (1999, mit Friederike Hammar), die ebenfalls in mehreren Auflagen erschienen.
Seit der ersten Ausgabe 1995 arbeitete er bei der Zeitschrift „Laborjournal“ mit. Als 1999 der Mitbegründer Hanspeter Sailer erkrankte, übernahm Rehm die Mitherausgeberschaft. 2000 wurde Hubert Rehm mit Kai Herfort (Verlagsleiter) und Ralf Neumann (Chefredakteur von „Laborjournal“) Mitgesellschafter des LJ-Verlages und leitete ein Buchprogramm ein. 
Hubert Rehm lebt in Freiburg im Breisgau.

## Schriften
- als Siegfried Bär: Forschen auf Deutsch. Der Machiavelli für Forscher und solche, die es noch werden wollen. Thun, Frankfurt am Main 1992, ISBN 978-3-8171-1208-1. 4., erweiterte Auflage: Deutsch, Frankfurt am Main 2002, ISBN 3-8171-1683-7
Ungarische Ausgabe der 4. Auflage: Professzorok és alattvalók. Aus dem Deutschen von Bognár János. Akad. K., Budapest 2003, ISBN 963-05-8048-9.
- Der Experimentator: Proteinbiochemie. Fischer, Stuttgart 1996, ISBN 978-3-437-20533-0. Ab der 3. Auflage unter dem Titel Der Experimentator: Proteinbiochemie, Proteomics. 7., überarbeitete und aktualisierte Auflage mit Thomas Letzel. Spektrum, Heidelberg 2016, ISBN 978-3-662-48850-8.
Chinesische Ausgabe: Danbaizhi-shengwu-huaxue-yu-danbaizhizu-xue. Kexue Chubanshe, Beijing 2007, ISBN 978-7-03-018218-0.
- mit Friederike Hammar: Biochemie light. Deutsch, Thun 1999, ISBN 978-3-8171-1554-9. 5., korrigierte und erweiterte Auflage: Europa-Lehrmittel, Haan-Gruiten 2013, ISBN 978-3-8085-5443-2.
- als Siegfried Bär mit Ralf Schreck: Im Reiche der Propheten. Ein Führer durch die Wüsten und Oasen der deutschen Wissenschaftsförderung. LJ, Merzhausen 2001. 2. Auflage 2003.
- Die Zunft. Das Wesen der Universität, dargestellt an der Geschichte des Professorwerdens und des professoralen Liebeslebens. Mit Karikaturen von Frieder Wiech. LJ, Merzhausen 2003.
- als Siegfried Bär: Der Untergang des Hauses Rascher. Ein Dokumentarroman. Mit sechs Porträtzeichnungen von Frieder Wiech. LJ, Merzhausen 2006. E-Book: Verlag e-Publi, Berlin 2016, ISBN 978-3-7418-6834-4.